# Robert Richard Göschen
Robert Richard Göschen (* 22. Juli 1840 in Halle an der Saale; † 13. April 1913) war ein deutscher Jurist und Mitglied des Preußischen Abgeordnetenhauses.

## Leben
Robert Richard Göschen absolvierte ein Studium der Rechtswissenschaften, promovierte zum Dr. jur. und wurde Präsident des Landgerichts Frankfurt am Main. Von 1899 bis 1902 hatte er als Vertreter der Nationalliberalen Partei für den Wahlkreis Wiesbaden 10 ein Mandat für das Preußische Abgeordnetenhaus.
1903 endete sein Mandat und er wechselte als Präsident zum Landgericht Gnesen im Bezirk des Oberlandesgerichts Posen.